# Пам'ятки культурної спадщини Почаївської громади
У статті наведений перелік об'єктів культурної спадщини Почаївської громади Кременецького району Тернопільської области України.

## Пам'ятки археології
| №  | Назва                                 | Дата | Адреса | Охоронний номер | Документ про взяття на облік |
| -- | ------------------------------------- | --- | --- | --------------- | --- |
| 1  | Поселення Борщівка І                  | ранньозалізний вік (І тис. до н.е.); черняхівська культура (ІІІ-IV ст н.е.)                                              | с. Борщівка, східна частина села, на правому березі р. Іква.                                                                           | 2052            | Наказ управління культури обласної державної адміністрації від 09.09.2016 № 121-од                                                                                        |
| 2  | Поселення Будки І                     | пізній палеоліт (40-10 тис. років тому,енеоліт (IV – III тис. до н. е.),, бронзовий час (ІІІ – ІІ тис. до н. е.)         | с. Будки, за 1 км на північний захід від села, 400 м на південь від ЛЕП 750 кВ                                                         | 1929            | Наказ управління культури обласної державної адміністрації від 05.03.2013 № 26-од                                                                                         |
| 3  | Поселення Будки ІІ                    | енеоліт (IV – III тис. до н. е.), епоха бронзи – ранньозалізний вік (ІІ-І тис. до н.е.)                                  | с. Будки, 600 м на північний схід від хутора Лідихів, 400 м на північний захід від с. Будки                                            | 1930            | Наказ управління культури обласної державної адміністрації від 05.03.2013 № 26-од                                                                                         |
| 4  | Поселення Будки ІІІ                   | енеоліт (IV – III тис. до н. е.), епоха бронзи – ранньозалізний вік (ІІ-І тис. до н.е.)                                  | с. Будки, 600 м на північний схід від хутора Лідихів, 150 м на захід від дороги на Підзамче                                            | 1931            | Наказ управління культури обласної державної адміністрації від 05.03.2013 № 26-од                                                                                         |
| 5  | Поселення Комарівка І                 | давньоруський час (ХІІ – ХІІІ ст.)                                                                                       | с. Комарівка, центральна частина села, прибережна смуга лівого берега ставу                                                            | 1512            | Наказ управління культури обласної державної адміністрації від 27.01.2010 № 16                                                                                            |
| 6  | Поселення Комарівка ІІ                | висоцька культура (XI – VI ст. до н. е.)                                                                                 | с. Комарівка, 2 км на південний захід від центру села, лівий борт балки                                                                | 4450-Тр         | Наказ управління культури обласної державної адміністрації від 27.01.2010 № 16, Наказ Міністерства культури України від 18.04.2017 № 325                                  |
| 7  | Поселення Комарівка ІІІ               | висоцька культура (XI – VI ст. до н. е.)                                                                                 | с. Комарівка, 2 км на південний захід від центру села, 200 м на схід від поселення Комарівка ІІ                                        | 4451-Тр         | Наказ управління культури обласної державної адміністрації від 27.01.2010 № 16, Наказ Міністерства культури України від 18.04.2017 № 325                                  |
| 8  | Поселення Комарівка IV                | епоха бронзи – ранньозалізний вік (ІІ-І тис. до н.е.); давньоруський час (ХІІ-ХІІІ ст.)                                  | с. Комарівка, північна частина села по лівому березі р. Іква, приблизно 1 км на вівніч від дороги в с. Кімната                         | 1996            | Наказ департаменту культури, релігій та національностей обласної державної адміністрації від 15.05.2014 № 76-од                                                           |
| 9  | Поселення двошарове Лідихів І         | черепино-лагодівська група скіфського часу ( ІІ пол. VII – V (можливо IV) ст. до н. е.), давньоруська культура (Х ст.)   | с.Лідихів, центральна частина села, між сільрадою та школою, лівий берег струмка, що тече через село                                   | 1287            | Наказ управління культури обласної державної адміністрації від 27.01.2010 № 16                                                                                            |
| 10 | Поселення Лідихів ІІ                  | енеоліт (IV – III тис. до н. е.),, епоха бронзи – ранньозалізний вік (ІІ-І тис. до н.е.), давньоруський час (Х-ХІІІ ст.) | с. Лідихів, за 350 м на схід від села, за 600 м на захід від дороги на Підзамче                                                        | 1932            | Наказ управління культури обласної державної адміністрації від 05.03.2013 № 26-од                                                                                         |
| 11 | Поселення Лідихів ІІІ                 | енеоліт (IV – III тис. до н. е.),, епоха бронзи – ранньозалізний вік (ІІ-І тис. до н.е.)                                 | с. Лідихів, за 150 м на схід від хутора Лідихів, за 500 м на південний захід від с. Лідихів                                            | 1933            | Наказ управління культури обласної державної адміністрації від 05.03.2013 № 26-од                                                                                         |
| 12 | Поселення Лідихів IV                  | енеоліт (IV – III тис. до н. е.),, епоха бронзи – ранньозалізний вік (ІІ-І тис. до н.е.)                                 | с. Лідихів, за 500 м на південь від хутора Лідихів, 800 м на південний схід від с. Лідихів                                             | 1934            | Наказ управління культури обласної державної адміністрації від 05.03.2013 № 26-од                                                                                         |
| 13 | Поселення Лосятин І                   | епоха бронзи – ранньозалізний вік (ІІ-І тис. до н.е.); давньоруський час (ХІІ-ХІІІ ст.)                                  | с. Лосятин, центральна частина села на мисі утвореному вигином правого берега струмка, з правої сторони дороги на м. Почаїв            | 4558-Тр         | Наказ департаменту культури, релігій та національностей обласної державної адміністрації від 15.05.2014 № 76-од, Наказ Міністерства культури України від 18.04.2017 № 323 |
| 14 | Поселення Лосятин ІІ                  | давньоруський час (Х-ХІІІ ст.)                                                                                           | с. Лосятин, північно-західна частина села на підвищенному правому березі річки, із східної сторони току                                | 4559-Тр         | Наказ департаменту культури, релігій та національностей обласної державної адміністрації від 15.05.2014 № 76-од, Наказ Міністерства культури України від 18.04.2017 № 323 |
| 15 | Поселення Лосятин ІІІ                 | комарівсько-тшинецька культура (XVI-XIV ст. до н.е.)                                                                     | с. Лосятин, 4,5 км на північний-захід від села на курганоподібному підвищенні із західної сторони хутора, що на північ від с. Раславка | 4560-Тр         | Наказ департаменту культури, релігій та національностей обласної державної адміністрації від 15.05.2014 № 76-од, Наказ Міністерства культури України від 18.04.2017 № 323 |
| 16 | Поселення Лосятин IV                  | давньоруський час (ХІІ-ХІІІ ст.)                                                                                         | с. Лосятин, північно-східна частина села, високий лівий берег річки                                                                    | 4561-Тр         | Наказ департаменту культури, релігій та національностей обласної державної адміністрації від 15.05.2014 № 76-од, Наказ Міністерства культури України від 18.04.2017 № 323 |
| 17 | Поселення Лосятин V                   | епоха бронзи – ранньозалізний вік (ІІ-І тис. до н.е.); давньоруський час (ХІІ-ХІІІ ст.)                                  | с. Лосятин, центральна частина села на підвищеному мисі із західної сторони нової церкви                                               | 2024            | Наказ департаменту культури, релігій та національностей обласної державної адміністрації від 15.05.2014 № 76-од                                                           |
| 18 | Городище Почаїв І                     | давньоруський час (Х – ХІІІ ст.)                                                                                         | м. Почаїв (кол. Новий Тараж), урочище Десять валів                                                                                     | 2523            | Наказ управління культури обласної державної адміністрації від 18.10.2005 № 112                                                                                           |
| 19 | Могильник Почаїв ІІІ                  | давньоруський час (Х – ХІІІ ст.)                                                                                         | м. Почаїв (кол. Новий Тараж), поруч із городищем в урочищі Десять валів                                                                | 2524            | Наказ управління культури обласної державної адміністрації від 18.10.2005 № 112                                                                                           |
| 20 | Поселення Старий Почаїв І             | висоцька культура (XI – VI ст. до н. е.)                                                                                 | с. Старий Почаїв, на північ від села в урочище Лісовики, на мисі, утвореному лівим берегом безіменного струмка та неглибокою балкою    | 4453-Тр         | Наказ управління культури обласної державної адміністрації від 27.01.2010 № 16, Наказ Міністерства культури України від 18.04.2017 № 325                                  |
| 21 | Крем’яна майстерня Старий Почаїв І    | комарівсько-тшинецька культура (XVI-XIV ст. до н.е.)                                                                     | м. Почаїв, північно-західні околиці міста, між м. Почаїв і с. Старий Почаїв                                                            | 1631            | Наказ управління культури обласної державної адміністрації від 27.01.2010 № 16                                                                                            |
| 22 | Поселення і городище Старий Тараж І   | комарівсько-тшинецька культура (XV – ХІІ ст. до н. е.) (поселення); давньоруський час (ХІ-ХІІІ ст.)(городище);           | с. Старий Тараж, урочище Коло церкви, на території села, лівий берег р. Ікви                                                           | 2541            | Наказ управління культури обласної державної адміністрації від 18.10.2005 № 112                                                                                           |
| 23 | Могильник ґрунтовий Старий Тараж ІІ   | давньоруський час (Х-ХІІІ ст.)                                                                                           | с. Старий Тараж, північно-східна частина села, з південного боку городища, лівий берег р. Ікви                                         | 2543            | Наказ управління культури обласної державної адміністрації від 18.10.2005 № 112                                                                                           |
| 24 | Стоянка та поселення Старий Тараж ІІІ | пізній палеоліт (40-10 тис. років тому) (стоянка); енеоліт – ранньозалізний час (IV-І тис. до н. е.) (поселення)         | с. Старий Тараж, урочище Старий шлях, південно-західна частина села, між дорогою Ст. Тараж – Почаїв і садибами                         | 2544            | Наказ управління культури обласної державної адміністрації від 18.10.2005 № 112                                                                                           |
| 25 | Поселення Старий Тараж IV             | бронза - ранньозалізний час (ІІ-І тис. до н. е.)                                                                         | с. Старий Тараж, урочище Біля Спиридона, північна частина села, на вершині правого берега лівої притоки р. Ікви                        | 2542            | Наказ управління культури обласної державної адміністрації від 18.10.2005 № 112                                                                                           |
| 26 | Поселення Старий Тараж V              | давньоруський час (ХІІ-ХІІІ ст.)                                                                                         | с. Старий Тараж, північно-східні околиці села. На схід від церкви.                                                                     | 1883            | Наказ управління культури обласної державної адміністрації від 26.06.2012 № 97                                                                                            |
| 27 | Поселення Старий Тараж VI             | могилянська группа ранньозалізного віку (VIII-VII ст. до н.е.);                                                          | с. Старий Тараж, центральна частина села, на мисі утвореному правим бортом балки і лівим берегом р. Іква                               | 2062            | Наказ управління культури обласної державної адміністрації від 09.09.2016 № 121-од                                                                                        |

## Пам'ятки архітектури
| №   | Назва                                                          | Дата          | Адреса                     | Охоронний номер | Документ про взяття на облік                                                   |
| --- | -------------------------------------------------------------- | ------------- | -------------------------- | --------------- | ------------------------------------------------------------------------------ |
| 1.  | Комплекс споруд Свято-Духівського Скиту Свято-Успенської Лаври | XVIII ст.     | м. Почаїв                  | 2070            | рішення Тернопільського ОВК від 06.10.1994 р. № 44                             |
| 2.  | Всіхсвятська церква (мур.)                                     | 1773 р.       | м. Почаїв на цвинтарі      | 1593            | постанова Ради Міністрів УРСР від 06.09.1979 р. № 442                          |
| 3.  | Почаївська лавра (мур.):                                       | XVI-ХІХ ст.   | м. Почаїв пл. Возз’єднання | 672/0           | постанова Ради Міністрів УРСР від 24 серпня 1963 р. № 970                      |
| 4.  | Успенський собор (мур.)                                        | 1783 р.       | м. Почаїв пл. Возз’єднання | 672/1           | наказ Держбуду України від 02 червня 1999 р. № 128                             |
| 5.  | Троїцький собор (мур.)                                         | 1912 р.       | м. Почаїв пл. Возз’єднання | 672/2           | постанова Кабінету Міністрів України від 27 грудня 2001 р. № 1769              |
| 6.  | Монастирські келії (мур.)                                      | 1771-1780 рр. | м. Почаїв пл. Возз’єднання | 672/3           | (в редакції постанови Кабінету Міністрів України від 14 вересня 2016 р. № 626) |
| 7.  | Архієрейський будинок (мур.)                                   | 1825 р.       | м. Почаїв пл. Возз’єднання | 672/4           | постанова Ради Міністрів УРСР від 24 серпня 1963 р. № 970                      |
| 8.  | Дзвіниця (мур.)                                                | 1861 р.       | м. Почаїв пл. Возз’єднання | 672/5           | постанова Ради Міністрів УРСР від 24 серпня 1963 р. № 970                      |
| 9.  | Надбрамний корпус (мур.)                                       | 1835 р.       | м. Почаїв пл. Возз’єднання | 672/6           | постанова Ради Міністрів УРСР від 24 серпня 1963 р. № 970                      |
| 10. | Церква Різдва Богородиці (дер.)                                | 1894 р.       | с. Борщівка                | 1615            | рішення Тернопільського ОВК від 31.03.1992 р. № 30                             |
| 11. | Покровська церква (мур.)                                       | 1643 р.       | с. Старий Почаїв           | 673             | постанова Ради Міністрів УРСР від 24 серпня 1963 р. № 970                      |

## Пам'ятки історії
| №  | Назва | Дата                                        | Адреса                                      | Охоронний номер | Документ про взяття на облік                                                                      |
| -- | --- | ------------------------------------------- | ------------------------------------------- | --------------- | ------------------------------------------------------------------------------------------------- |
| 1  | Пам’ятний знак воїнам-землякам, які загинули в роки Другої світової війни                                          | 1985 р.                                     | м. Почаїв                                   | 1639            | Рішення виконкому Тернопільської обласної ради від 25.10.1988 р. № 243                            |
| 2  | Будинок, у якому зупинявся поет, письменник, художник Шевченко Тарас Григорович                                    | Буд. – ХІХ ст., меморіальна дошка – 1964 р. | м. Почаїв                                   | 414             | Рішення виконкому Тернопільської обласної ради від 22.03.1971 р. № 147                            |
| 3  | Будинок, у якому народився і жив художник Хворостецький І.                                                         | 1968 р.                                     | м. Почаїв, 50.013141, 25.503913             | 413             | Рішення виконкому Тернопільської обласної ради від 22.03.1971 р. № 147                            |
| 4  | Братські могили воїнів Радянської армії                                                                            | 1953 р.                                     | м. Почаїв, військове кладовище, вул. Липова | 412             | Рішення виконкому Тернопільської обласної ради від 22.03.1971 р. № 147                            |
| 5  | Братська могила євреїв – жертв Голокосту                                                                           |                                             | м. Почаїв, вул. Липова, старе кладовище     | 1606            | Наказ управління культури Тернопільської обласної державної адміністрації від 18.10.2005 р. № 112 |
| 6  | Могила українського художника Хворостець кого І.                                                                   | 1958 р.                                     | м. Почаїв, кладовище, 50.005722, 25.517431  | 411             | Рішення виконкому Тернопільської обласної ради від 22.03.1971 р. № 147                            |
| 7  | Пам’ятний знак воїнам-землякам, які загинули в роки Другої світової війни                                          | 1985 р.                                     | с. Будки                                    | 1108            | Рішення виконкому Тернопільської обласної ради від 26.08.1986 р. № 250                            |
| 8  | Братська могила воїнів Радянської армії, пам’ятний знак воїнам-землякам, які загинули в роки Другої світової війни | 1970 р.                                     | с. Лідихів                                  | 407             | Рішення виконкому Тернопільської обласної ради від 22.03.1971 р. № 147                            |
| 9  | Пам’ятний знак воїнам-землякам, які загинули в роки Другої світової війни                                          | 1985 р.                                     | с. Лосятин                                  | 1115            | Рішення виконкому Тернопільської обласної ради від 25.10.1988 р. № 243                            |
| 10 | Братська могила польських льотчиків                                                                                |                                             | с. Лосятин, кладовище                       | 1621            | Наказ управління культури Тернопільської обласної державної адміністрації від 18.10.2005 р. № 112 |
| 11 | Пам’ятний знак на місці загибелі 12 українських повстанців, вихідців із Львівщини                                  |                                             | с. Ридомиль                                 | 1627            | Наказ управління культури Тернопільської обласної державної адміністрації від 18.10.2005 р. № 112 |
| 12 | Пам’ятний знак воїнам-землякам, які загинули в роки Другої світової війни                                          | 1985 р.                                     | с. Ридомиль                                 | 1111            | Рішення виконкому Тернопільської обласної ради від 26.08.1986 р. № 250                            |
| 13 | Братська могила воїнів Української Повстанської Армії                                                              |                                             | с. Старий Почаїв, кладовище                 | 1629            | Наказ управління культури Тернопільської обласної державної адміністрації від 18.10.2005 р. № 112 |
| 14 | Пам’ятний знак воїнам-землякам, які загинули в роки Другої світової війни                                          | 1985 р.                                     | с. Старий Тараж                             | 1109            | Рішення виконкому Тернопільської обласної ради від 26.08.1986 р. № 250                            |

## Пам'ятки монументального мистецтва
| № | Назва                                                                            | Дата                          | Адреса  | Охоронний номер | Документ про взяття на облік                                                                     |
| - | -------------------------------------------------------------------------------- | ----------------------------- | ------- | --------------- | ------------------------------------------------------------------------------------------------ |
| 1 | Пам’ятник державному і військовому діячу, гетьману України Хмельницькому Богдану | м. Почаїв, вул. Кременецька   | 1954 р. | 428             | Рішення виконкому Тернопільської обласної ради від 22.03.1971 р. № 147                           |
| 2 | Пам’ятник поету, письменнику, художнику Шевченку Тарасу Григоровичу              | м. Почаїв, парк напроти Лаври | 1995 р. | 3203            | Наказ управління культури Тернопільської обласної державної адміністрації від 27.01.2010 р. № 16 |